# Foé Bakundu
Pour les articles homonymes, voir Bakundu.
Foé Bakundu (ou Bakundu Foe) est un village du Cameroun situé dans le département de la Meme et la Région du Sud-Ouest. Il fait partie de la commune de Mbonge.

## Population
En 1953 on y a dénombré 187 habitants, puis 310 en 1967, principalement des Bakundu, du groupe Oroko.
Lors du recensement national de 2005, la localité comptait 2 792 habitants.